# Tomba

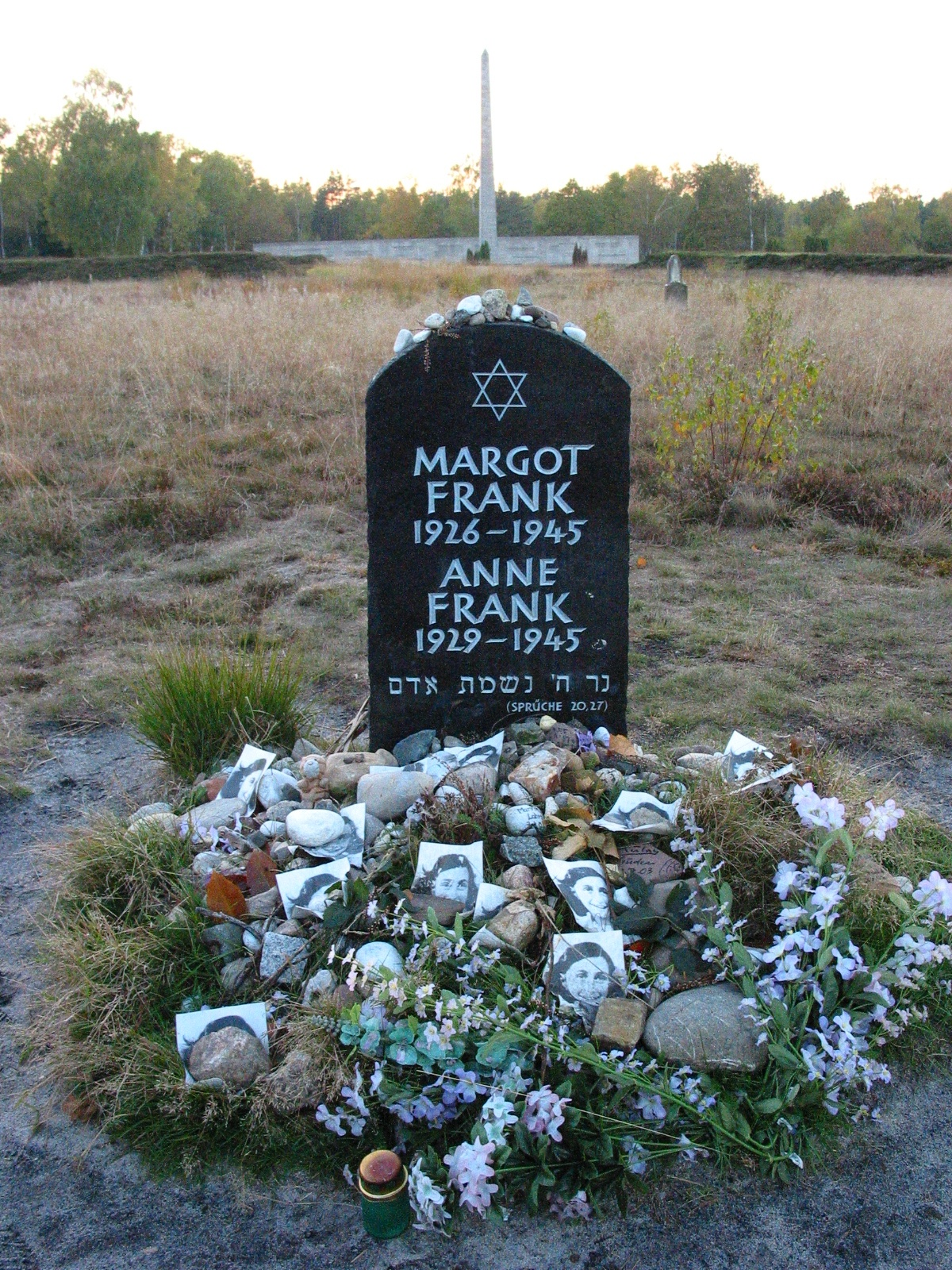
La tomba delle sorelle Margot e Anna Frank a Bergen-Belsen

Una tomba è un luogo naturale o artificiale in cui sono conservati i resti umani di uno o più individui, generalmente dopo un rito funebre. In base alla cultura del gruppo di appartenenza, la tomba può contenere anche oggetti del defunto o ritenuti necessari per un'ipotetica vita ultraterrena.
Le tombe possono essere classificate sulla base di diverse variabili costitutive come ad esempio il tipo (a fossa, a cassa lignea, con sarcofago, ecc.), la forma (rettangolare, ovoidale, a vasca, ecc.), il fondo (terra, pietra, malta, ecc.), il rivestimento interno (assente, in pietra, in malta, ecc.), la copertura (assente, lapidea monolitica, con tumulo in terra, ecc.) e la posizione (al di sopra del terreno - piramidi, mausolei - oppure al di sotto).
Il corpo del defunto, prima di essere collocato nella tomba, può essere preparato in diversi modi in base alla cultura di appartenenza. Ad esempio gli antichi egizi procedevano alla mummificazione del cadavere dei defunti illustri, altri cremavano il corpo.
Oltre alla preparazione del corpo in sé, questo può essere collocato in un contenitore particolare, come una bara, un sarcofago o un'urna funeraria nel caso delle ceneri, inserito a sua volta nella tomba.

## Tipi noti

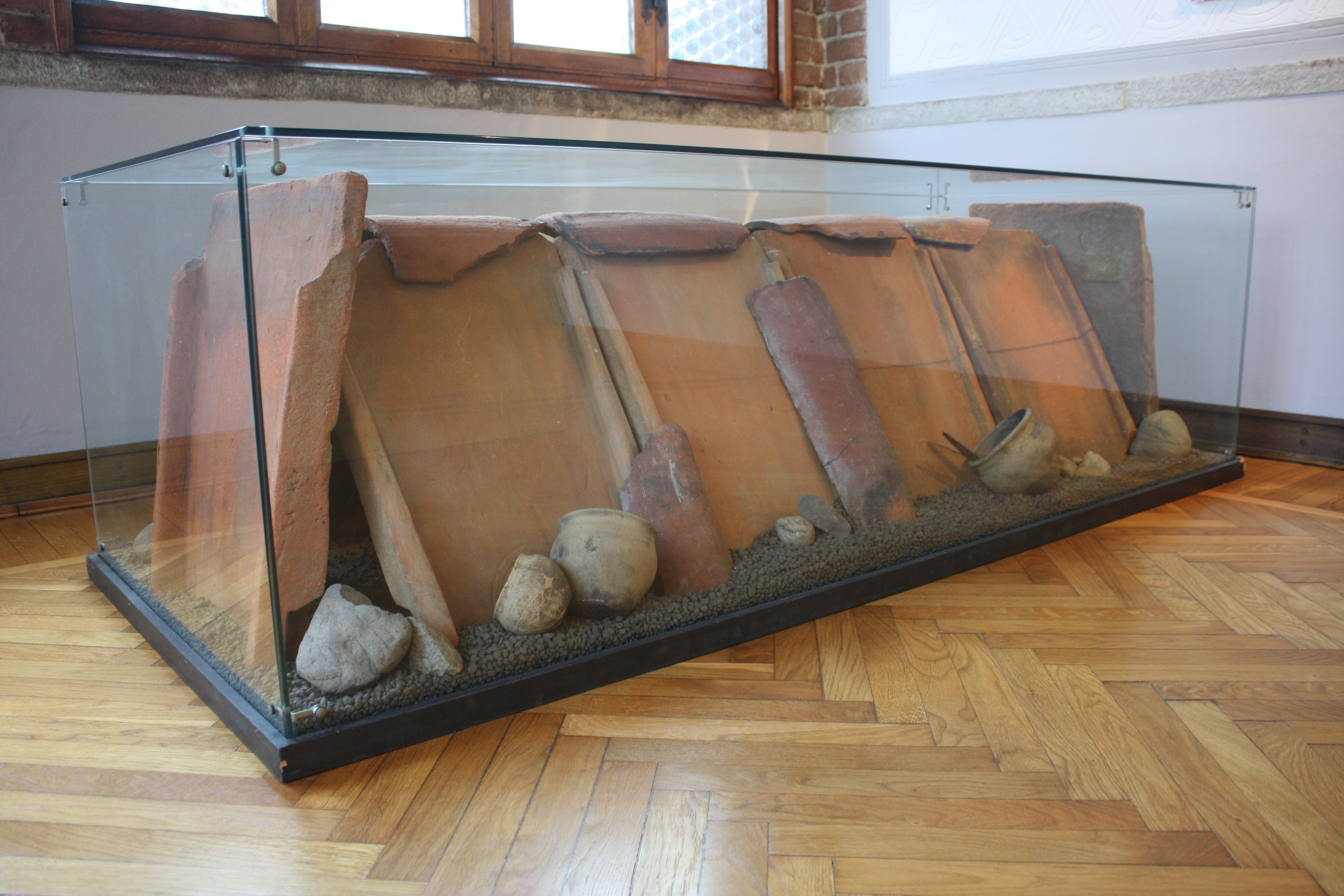
Ricostruzione di una tomba a cappuccina che si trova all'interno del Museo civico Guido Sutermeister di Legnano

Tra le forme più note vi sono:
- tomba a camera ipogea
- tomba alla cappuccina
- tomba a cassone o a sarcofago
- tomba a dado
- tomba a edicola
- tomba a enchytrismos
- tomba a fossa
- tomba a grotticella o a forno
- tomba a pozzetto
- tomba a tholos
- tomba a tumulo

## Collocazioni
Per questioni di igiene o di cultura le tombe vengono a volte raggruppate in un'unica zona, ad esempio in cimiteri o necropoli.
Nel caso di personaggi illustri era ed è uso collocare la tomba in un luogo particolare: gli antichi egizi costruirono le piramidi a ovest del Nilo, durante il medioevo in Europa le persone importanti avevano una tomba all'interno di chiese e basiliche.
La tomba del re visigoto Alarico I fu collocata nel letto del fiume Busento per impedire che ne fossero saccheggiati i tesori.